# Zeus (yacht)
Pour les articles homonymes, voir Zeus (homonymie).
Zeus (anciennement ECO, Katana et Enigma) est l'un des plus importants yachts de luxe privés du monde.
D'après le magazine Power and Motoryacht, il a été la propriété d'Aidan Barclay, fils du magnat des médias britannique David Barclay, qui a récemment acheté le journal Telegraph. Il lui a été vendu après que son ancien propriétaire, Larry Ellison, avait pris livraison de son nouveau yacht le Rising Sun, le 6e plus grand yacht privé du monde à l'époque.
La longueur du Zeus est d'environ 74,50 mètres (244 pieds). Il a été lancé en 1991 et à l'origine baptisé ECO par son ancien propriétaire, le magnat mexicain Emilio Azcárraga (en), fondateur et ancien PDG du conglomérat de TV et médias Televisa.

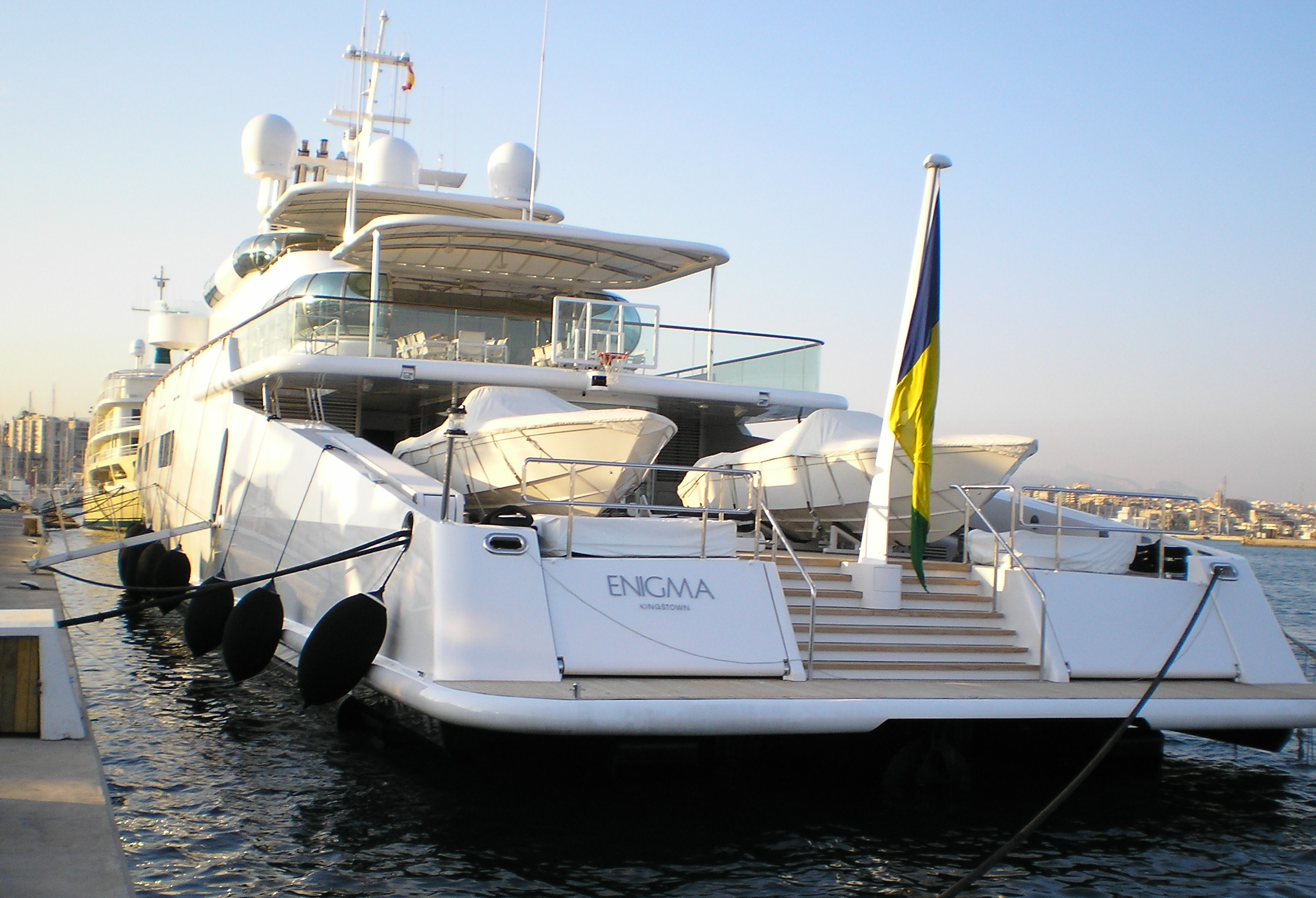
Vue arrière de lEnigma (Palma de Mallorca, 2006)

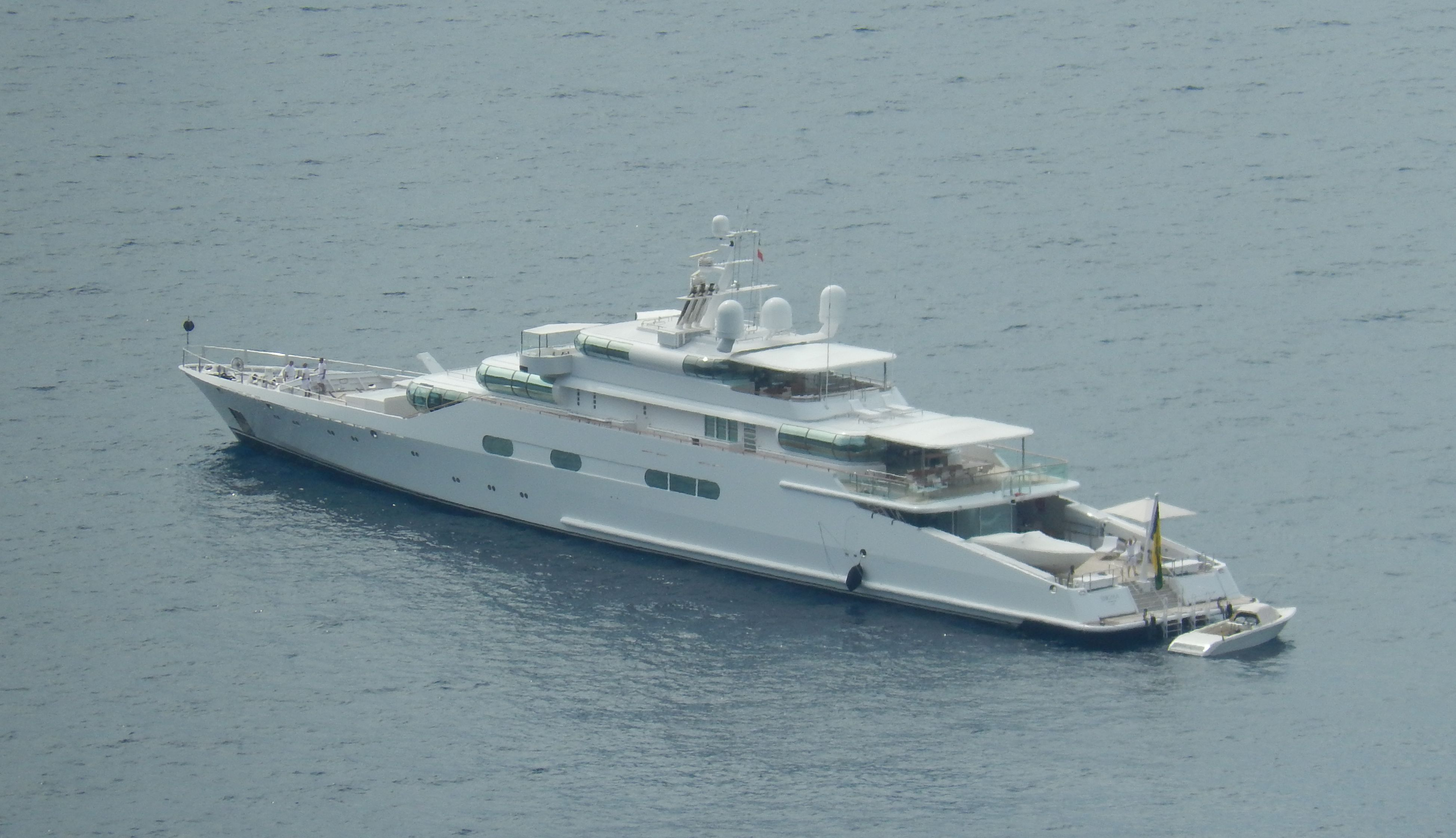
Enigma près de Capri, 2016

En 1999, rebaptisé Enigma, il subit un lifting aux chantiers Lürssen en Allemagne afin de procéder à une modification complète de la partie arrière, en abaissant le pont arrière de 60 cm, ainsi qu'à une rénovation de l'intérieur.
Zeus est propulsé par deux moteurs diesel Deutz AG BV16M628 produisant chacun 5000 chevaux et une turbine à gaz GE LM1600 produisant 18 500 chevaux. Chaque moteur entraîne son propre système de  propulsion à jet d'eau. En raison de la quantité de carburant consommée lors de l'utilisation du moteur à turbine pour une croisière à pleine vitesse, son premier propriétaire a également commandé un petit navire ravitailleur, ECO Support pour fournir des capacités de ravitaillement en milieu de voyage.
En 2017, le bateau est revendu à Yannakis Theophani "John" Christodoulou (en), un promoteur immobilier milliardaire chypriote basé à Monaco, propriétaire du groupe Yianis, qui le renomme Zeus.

## Caractéristiques
Le yacht comporte neuf suites luxueuses et le pont arrière a été conçu à l'origine pour porter un hydravion à turbopropulseurs Maule Air (en).
Il a été construit par les chantiers navals allemands Blohm & Voss.
Le Zeus est alimenté par deux moteurs diesel Deutz AG BV16M628 produisant chacun 5 000 chevaux et une turbine à gaz GE LM1600 produisant 18 500 chevaux. Chaque moteur entraîne son propre hydrojet. En raison de la quantité de carburant consommée lors de l'utilisation du moteur à turbine pour la croisière à pleine vitesse, le propriétaire a également commandé un réservoir de carburant de 238 000 litres pour fournir des capacités de ravitaillement à mi-parcours.
Le Zeus est réputé pour sa conception, y compris pour sa superstructure pyramidale entourée de fenêtres convexes et une conception souple qui lui permet d'atteindre une vitesse maximale de 35 nœuds (64,8 km/h). Sa vitesse de croisière est de 28 nœuds (51,8 km/h) pour une autonomie de 4 000 milles nautiques,